# Vartejärvi
Vartejärvi är en sjö i kommunen Saarijärvi i landskapet Mellersta Finland i Finland. Sjön ligger 123,4 meter över havet. Den är 13,7 meter djup. Arean är 1,07 kvadratkilometer och strandlinjen är 8,56 kilometer lång. Sjön  ingår i Kymmene älvs huvudavrinningsområde.   Den ligger omkring 62 kilometer nordväst om Jyväskylä och omkring 280 kilometer norr om Helsingfors. 